# Jesús Vázquez Alcalde
Jesús Vázquez Alcalde (nascut el 2 de gener de 2003) és un futbolista professional espanyol que juga com a lateral esquerre al club de la Lliga València CF.

## Carrera de club
Nascut a Mèrida, Badajoz, Extremadura, Vázquez es va incorporar a l'equip juvenil del València CF als cinc anys. Va fer el seu debut com a sènior amb les reserves l'1 de novembre de 2020, començant en un empat a casa de Segona Divisió B 0-0 contra l'Hércules CF.
Vázquez va debutar amb el primer equip el 16 de desembre de 2020, començant amb una victòria fora de casa per 4-2 contra el Terrassa FC per a la Copa del Rei de la temporada. El 21 de març següent va marcar el seu primer gol de sènior, marcant l'únic gol del B en una derrota per 1-2 contra el CE Alcoià.
L'1 de juny de 2021, Vázquez va renovar el seu contracte fins al 2025. Va debutar a la Lliga el 28 d'agost, entrant com a substitut tardà de Denis Cheryshev en una victòria a casa per 3-0 davant el Deportivo Alavés.

## Vida personal
El pare de Vázquez, Braulio, també era futbolista. Davant, va jugar com a professional al Deportivo de La Corunya, al SC Farense i al CP Mérida.